# Direktoratet for naturforvaltning
Direktoratet for naturforvaltning (DN) er en norsk rådgivende og udøvende statslig etat, underlagt Miljøverndepartementet. DN har ansvaret for at regeringens miljøpolitik bliver iværksat, og for at identificere, forebygge og løse miljøproblemer. DN arbejder for at tage vare på norsk natur, og for at kombinere beskyttelse og brug af naturen. 
DN har omkring 300 medarbejdere. En stor andel er universitetsuddannet, mange med en naturvidenskabelig baggrund, men der er også jurister, folk indenfor samfundsvidenskab, økonomer og humanister i arbejdsstyrken. DN holder til i Trondheim. 
Statens naturopsyn (SNO) er en del af direktoratet, organiseret som en selvstændig enhed for naturopsyn og forvaltningsrettet feltarbejde. SNOs centrale administration er placeret i Trondheim, mens lokalkontorene er spredt over hele landet

## Nogle af DNs opgaver
- gennemfører arbejdet med at oprette nationalparker og andre værneområder
- bidrager til at værneområder og andre værdifulde områder bliver en ressource i samfundsudviklingen.
- laver handlingsplaner for at tage vare på truede arter og naturtyper
- udvikler regler og iværksætter tiltag mod fremmede og skadelige arter
- vejleder kommuner i deres miljøarbejde
- indhenter, bearbejder, organiserer og formidler kundskab om naturens tilstand
- sikrer områder  til friluftslivs for almenheden
- tilrettelægger friluftsliv
- stimulerer til miljøvenlig rejseliv
- regulerer jagt og fiskeri
- repræsenterer Norge i internationale konferenser, råd og udvalg og følger op på  internationale aftaler.
- forvalter regelværk for at sikre den specielle natur på Svalbard